# 真庭郡

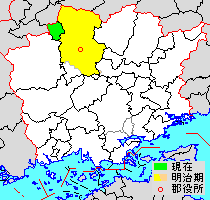
岡山県真庭郡の位置（緑：新庄村 薄黄・後に他郡に編入された区域）

真庭郡（まにわぐん）は、1900年に成立した岡山県の郡。日本の郡で最も人口が少ない。
人口698人、面積67.11km²、人口密度10.4人/km²。（2025年3月1日、推計人口）
以下の1村を含む。
- 新庄村（しんじょうそん）

## 郡域
1900年（明治33年）に行政区画として発足した当時の郡域は、上記1村のほか、下記の区域にあたる。
- 真庭市の大部分（阿口、五名、山田、宮地以南[1]を除く）
- 久米郡美咲町（西）

## 歴史
- 明治33年（1900年）4月1日 - 郡制の施行のため、真島郡・大庭郡の区域をもって発足。以下の町村が所属。（3町28村）
  - 旧・真島郡（2町19村） - 勝山町、川西村、月田村、一宮村、落合町、瀬田河村、天津村、鹿田村、下方村（現・真庭市）、船津村（現・真庭市、久米郡美咲町）、上田村、美原村、関川村、富山村、井原村、美甘村（現・真庭市）、新庄村（現存）、二川村、川南村、茅部村、八幡村（現・真庭市）
  - 旧・大庭郡（1町9村） - 久世町、徳田村、中和村、県村、神湯村、樫野村、米来村、河内村、大庭村、河陽村（現・真庭市）
- 明治34年（1901年）4月1日（3町27村）
  - 鹿田村・下方村が合併して木山村が発足。
  - 久世町の一部（山久世）が一宮村に編入。
- 明治35年（1902年）4月1日（3町25村）
  - 富山村・井原村が合併して富原村が発足。
  - 徳田村および茅部村の一部（本茅部・西茅部・東茅部）が合併して川上村が発足。
  - 県村および茅部村の残部（下見）が合併して八束村が発足。
- 明治37年（1904年）6月1日（3町19村）
  - 久世町・川南村が合併し、改めて久世町が発足[2]。
  - 落合町・瀬田河村・天津村が合併し、改めて落合町が発足。
  - 船津村・上田村が合併して津田村が発足。
  - 美原村・関川村が合併して美川村が発足。
  - 八幡村・神湯村が合併して湯原村が発足。
- 明治38年（1905年）9月1日（3町17村）
  - 樫野村・米来村が合併して美和村が発足。
  - 大庭村・河陽村が合併して川東村が発足。
- 明治40年（1907年）5月1日 - 勝山町・川西村・月田村・一宮村が合併し、改めて勝山町が発足。（3町14村）
- 大正12年（1923年）4月1日 - 郡会が廃止。郡役所は存続。
- 大正15年（1926年）7月1日 - 郡役所が廃止。以降は地域区分名称となる。
- 昭和15年（1940年）11月3日 - 湯原村が町制施行して湯原町となる。（4町13村）
- 昭和24年（1949年）4月1日 - 勝山町の一部（月田）が分立して月田村が発足。（4町14村）
- 昭和30年（1955年）
  - 1月1日 - 落合町・津田村・木山村・美川村・河内村・川東村が合併し、改めて落合町が発足。（4町9村）
  - 4月1日 - 勝山町・月田村・富原村が合併し、改めて勝山町が発足。（4町7村）
  - 4月29日 - 久世町・美和村が合併し、改めて久世町が発足。（4町6村）
- 昭和31年（1956年）9月30日 - 湯原町・二川村が合併し、改めて湯原町が発足。（4町5村）
- 昭和36年（1961年）10月1日 - 落合町の一部（吉の一部[3]）が久米郡旭町に編入。
- 平成17年（2005年）3月31日 - 勝山町・落合町・湯原町・久世町・美甘村・川上村・八束村・中和村が上房郡北房町と合併して真庭市が発足し、郡より離脱。（1村）

### 変遷表
| 明治33年4月1日 | 明治33年4月1日 | 明治33年 - 明治39年                   | 明治40年 - 昭和20年    | 昭和21年 - 昭和29年        | 昭和30年 - 昭和35年    | 昭和36年 - 昭和63年               | 平成1年 - 現在         | 現在          |
| -------------- | -------------- | ------------------------------------- | ---------------------- | -------------------------- | ---------------------- | --------------------------------- | ---------------------- | ------------- |
| 旧真島郡       | 新庄村         | 新庄村                                | 新庄村                 | 新庄村                     | 新庄村                 | 新庄村                            | 新庄村                 | 新庄村        |
| 旧真島郡       | 落合町         | 明治37年6月1日 落合町                 | 落合町                 | 落合町                     | 昭和30年1月1日 落合町  | 昭和36年10月1日 久米郡 旭町に編入 |                        | 久米郡 美咲町 |
| 旧真島郡       | 天津村         | 明治37年6月1日 落合町                 | 落合町                 | 落合町                     | 昭和30年1月1日 落合町  | 落合町                            | 平成17年3月31日 真庭市 | 真庭市        |
| 旧真島郡       | 瀬田河村       | 明治37年6月1日 落合町                 | 落合町                 | 落合町                     | 昭和30年1月1日 落合町  | 落合町                            | 平成17年3月31日 真庭市 | 真庭市        |
| 旧真島郡       | 下方村         | 明治34年4月1日 木山村                 | 木山村                 | 木山村                     | 昭和30年1月1日 落合町  | 落合町                            | 平成17年3月31日 真庭市 | 真庭市        |
| 旧真島郡       | 鹿田村         | 明治34年4月1日 木山村                 | 木山村                 | 木山村                     | 昭和30年1月1日 落合町  | 落合町                            | 平成17年3月31日 真庭市 | 真庭市        |
| 旧真島郡       | 美原村         | 明治37年6月1日 美川村                 | 美川村                 | 美川村                     | 昭和30年1月1日 落合町  | 落合町                            | 平成17年3月31日 真庭市 | 真庭市        |
| 旧真島郡       | 関川村         | 明治37年6月1日 美川村                 | 美川村                 | 美川村                     | 昭和30年1月1日 落合町  | 落合町                            | 平成17年3月31日 真庭市 | 真庭市        |
| 旧真島郡       | 船津村         | 明治37年6月1日 津田村                 | 津田村                 | 津田村                     | 昭和30年1月1日 落合町  | 落合町                            | 平成17年3月31日 真庭市 | 真庭市        |
| 旧真島郡       | 上田村         | 明治37年6月1日 津田村                 | 津田村                 | 津田村                     | 昭和30年1月1日 落合町  | 落合町                            | 平成17年3月31日 真庭市 | 真庭市        |
| 旧大庭郡       | 河陽村         | 明治38年9月1日 川東村                 | 川東村                 | 川東村                     | 昭和30年1月1日 落合町  | 落合町                            | 平成17年3月31日 真庭市 | 真庭市        |
| 旧大庭郡       | 大庭村         | 明治38年9月1日 川東村                 | 川東村                 | 川東村                     | 昭和30年1月1日 落合町  | 落合町                            | 平成17年3月31日 真庭市 | 真庭市        |
| 旧大庭郡       | 河内村         | 河内村                                | 河内村                 | 河内村                     | 昭和30年1月1日 落合町  | 落合町                            | 平成17年3月31日 真庭市 | 真庭市        |
| 旧真島郡       | 美甘村         | 美甘村                                | 美甘村                 | 美甘村                     | 美甘村                 | 美甘村                            | 平成17年3月31日 真庭市 | 真庭市        |
| 旧真島郡       | 富山村         | 明治35年4月1日 富原村                 | 富原村                 | 富原村                     | 昭和30年4月1日 勝山町  | 勝山町                            | 平成17年3月31日 真庭市 | 真庭市        |
| 旧真島郡       | 井原村         | 明治35年4月1日 富原村                 | 富原村                 | 富原村                     | 昭和30年4月1日 勝山町  | 勝山町                            | 平成17年3月31日 真庭市 | 真庭市        |
| 旧真島郡       | 勝山町         | 勝山町                                | 明治40年5月1日 勝山町  | 勝山町                     | 昭和30年4月1日 勝山町  | 勝山町                            | 平成17年3月31日 真庭市 | 真庭市        |
| 旧真島郡       | 川西村         | 川西村                                | 明治40年5月1日 勝山町  | 勝山町                     | 昭和30年4月1日 勝山町  | 勝山町                            | 平成17年3月31日 真庭市 | 真庭市        |
| 旧真島郡       | 月田村         | 月田村                                | 明治40年5月1日 勝山町  | 勝山町                     | 昭和30年4月1日 勝山町  | 勝山町                            | 平成17年3月31日 真庭市 | 真庭市        |
| 旧真島郡       | 一宮村         | 一宮村                                | 明治40年5月1日 勝山町  | 勝山町                     | 昭和30年4月1日 勝山町  | 勝山町                            | 平成17年3月31日 真庭市 | 真庭市        |
| 旧大庭郡       | 久世町         | (山久世） 明治34年4月1日 一宮村に編入 | 明治40年5月1日 勝山町  | 昭和24年4月1日 分立 月田村 | 昭和30年4月1日 勝山町  | 勝山町                            | 平成17年3月31日 真庭市 | 真庭市        |
| 旧大庭郡       | 久世町         | 久世町                                | 久世町                 | 久世町                     | 昭和30年4月29日 久世町 | 久世町                            | 平成17年3月31日 真庭市 | 真庭市        |
| 旧真島郡       | 川南村         | 明治37年6月1日 久世町に編入           | 久世町                 | 久世町                     | 昭和30年4月29日 久世町 | 久世町                            | 平成17年3月31日 真庭市 | 真庭市        |
| 旧大庭郡       | 樫野村         | 明治38年9月1日 美和村                 | 美和村                 | 美和村                     | 昭和30年4月29日 久世町 | 久世町                            | 平成17年3月31日 真庭市 | 真庭市        |
| 旧大庭郡       | 米来村         | 明治38年9月1日 美和村                 | 美和村                 | 美和村                     | 昭和30年4月29日 久世町 | 久世町                            | 平成17年3月31日 真庭市 | 真庭市        |
| 旧大庭郡       | 神湯村         | 明治37年6月1日 湯原村                 | 昭和15年11月3日 湯原町 | 湯原町                     | 昭和31年9月30日 湯原町 | 湯原町                            | 平成17年3月31日 真庭市 | 真庭市        |
| 旧真島郡       | 八幡村         | 明治37年6月1日 湯原村                 | 昭和15年11月3日 湯原町 | 湯原町                     | 昭和31年9月30日 湯原町 | 湯原町                            | 平成17年3月31日 真庭市 | 真庭市        |
| 旧真島郡       | 二川村         | 二川村                                | 二川村                 | 二川村                     | 昭和31年9月30日 湯原町 | 湯原町                            | 平成17年3月31日 真庭市 | 真庭市        |
| 旧大庭郡       | 県村           | 明治35年4月1日 八束村                 | 八束村                 | 八束村                     | 八束村                 | 八束村                            | 平成17年3月31日 真庭市 | 真庭市        |
| 旧真島郡       | 茅部村         | 明治35年4月1日 八束村                 | 八束村                 | 八束村                     | 八束村                 | 八束村                            | 平成17年3月31日 真庭市 | 真庭市        |
| 旧真島郡       | 茅部村         | 明治35年4月1日 川上村                 | 川上村                 | 川上村                     | 川上村                 | 川上村                            | 平成17年3月31日 真庭市 | 真庭市        |
| 旧大庭郡       | 徳田村         | 明治35年4月1日 川上村                 | 川上村                 | 川上村                     | 川上村                 | 川上村                            | 平成17年3月31日 真庭市 | 真庭市        |
| 旧大庭郡       | 中和村         | 中和村                                | 中和村                 | 中和村                     | 中和村                 | 中和村                            | 平成17年3月31日 真庭市 | 真庭市        |

## 行政
歴代郡長
| 代 | 氏名 | 就任年月日               | 退任年月日                | 備考                   |
| -- | ---- | ------------------------ | ------------------------- | ---------------------- |
| 1  |      | 明治33年（1900年）4月1日 |                           |                        |
|    |      |                          | 大正15年（1926年）6月30日 | 郡役所廃止により、廃官 |